# Sonia Marmen
Sonia Marmen (Oakville, Ontario, 1962) es una escritora canadiense de la región de Quebec, autora de varias novelas románticas. Su serie Coeur de Gaël ha vendido más de 400.000 ejemplares.[cita requerida]
Los cuatro títulos de la saga Coeur de Gaël son:
- El valle de las lágrimas

Cuenta la historia de Caitlin Dunn, una mujer que ha tenido que soportar los abusos de Lord John Dunning hasta que una noche, ella consigue librarse de él de la peor manera posible. Durante su huida, Caitlin se encuentra con Liam MacDonald, un gran hombre de las Highlands que ha sido apresado por contrabandismo. El destino de los dos queda sellado desde ese primer momento, pero Caitlin tendrá que conocer un poco más a su compañero de viaje y sobre todo descubrir que lo que siente por él va más allá de lo que ella podía imaginar.
- El tiempo de los cuervos

Centra su historia veinte años después de “El valle de las lágrimas”. En esta ocasión, Caitlin y Liam viven felices con sus tres hijos en el valle de Glencoe. Sin embargo, el alzamiento jacobita sumerge a Escocia en el caos total. Caitlin tendrá que hacer frente a la partida de su marido Liam y sus dos hijos, Ranald y Duncan, que marchan hacia la guerra, situaciones que serán difíciles de soportar por parte de la protagonista.
A pesar de todo, la guerra también ha dejado que un amor se vislumbre al final del camino. Cuando el camino de Duncan se cruza con el de la encantadora Marion surge el amor entre ambos. El mayor  problema que surgirá entre ellos es la relación que tiene Marion con el hombre que traicionó al clan MacDonald.
- La tierra de las conquistas

Cuenta la historia de Alexander MacDonald, hijo de Duncan y nieto de Caitlin y Liam. Desde pequeño, el joven Alexander ha guardado un secreto que le pesa demasiado. Por ello, decide viajar en 1758 a tierras americanas para luchar para conquistar Neufrankreichs. Allí, Alexander conocerá a la bella Isabelle Lacroix, que se convertirá en el gran amor de su vida.
Cuando Isabelle Lacroix conoce a Alexander MacDonald todos los sentimientos que había conocido hasta entonces quedarán relegados para aprender lo que verdaderamente significa amar. Una historia tierna, hermosa y llena de sobresaltos.
- El río de las promesas

Es la culminación de la saga “Alma de Highlander”. Este último nos cuenta cómo Alexander ha conquistado Nueva Francia como soldado inglés donde ha conocido a la joven Isabelle Lacroix. Sin embargo, Alexander tiene que huir a los bosques donde es acogido por una tribu de indios iroqueses. Alejado de su mayor amor, Alex se une con la joven Tsorihia, una joven que le ama apasionadamente y que sabe que él jamás la corresponderá.
Dos personas que se aman y están obligadas a separarse por los destinos de la vida. Isabelle tiene que luchar sin Alexander y vivir una vida que no ha tenido más elección que aceptar. Sin embargo, cuando el camino de ambos vuelve a encontrar, los dos conocerán los secretos del otro y un misterio será resuelto. 

En español se publicó en 2008 el primer título.